# Hypera postica
Espèce
Le phytonome de la luzerne (Hypera postica) est une espèce d'insectes coléoptères de la famille des Curculionidae, originaire d'Europe.
Cet insecte phyllophage est un ravageur des légumineuses, principalement de la luzerne. Les dégâts peuvent être très importants et sont dus tant aux adultes (imagos) qui rongent les feuilles,  qu'aux larves qui consomment les bourgeons aux premiers stades larvaires puis le limbe des feuilles.

## Synonymes

### Noms scientifiques
- Curcuilio brunnipennis  Boheman, 1834
- Hypera brunnipennis  (Boheman, 1834)
- Hypera variabilis  (Herbst, 1795)
- Phytonomus posticus  Gyllenhal
- Rhynchaenus posticus  Gyllenhal, 1813
- Phytonomus transsylvanicus  Petri, 1901
- Phytonomus variabilis  (Herbst, 1795 nec Fabricius, 1777)

### Noms vernaculaires
- Phytonome, phytonome de la luzerne, phytonome variable
- Babotte grise
- Charançon postiche de la luzerne

## Description

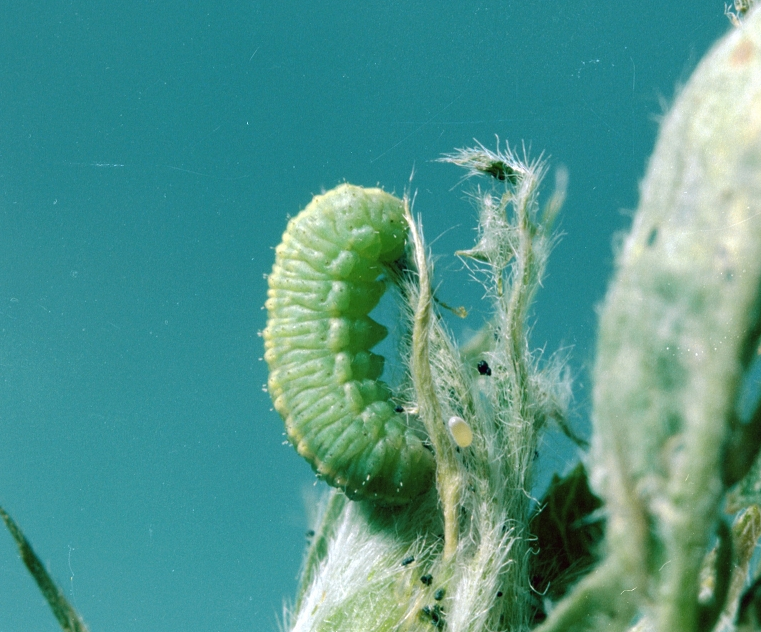
Larve.

L'adulte est un insecte de type « charançon », de couleur grise à brun roussâtre. Il mesure de 7 à 10 mm de long.
Le rostre est deux fois plus long que large.
Les élytres colorés de gris et de brun portent des mouchetures noires.
La larve, de couleur vert clair, ornée d'une ligne longitudinale blanchâtre, mesure de 10 à 15 mm de long. Le corps est fortement incurvé et apode. La tête, petite, est brune.

## Biologie

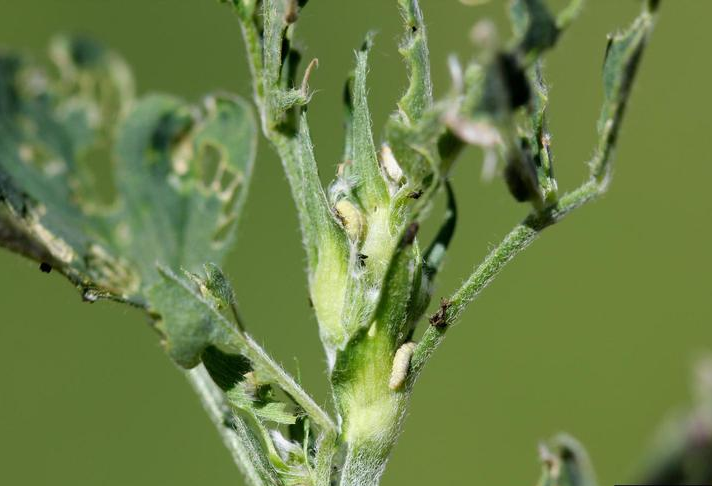
Pousse de luzerne attaquée par des larves du phytonome.

Les imagos femelles pondent du printemps à l'été selon les localités environ 500 œufs dans les tiges et pétioles de luzerne et autres légumineuses (trèfle, mélilot, haricot, fève, etc.). Les œufs, insérés dans les tissus à l'aide du rostre, sont déposés par un ou deux, ou par paquets de 10 à 30. L'incubation dure de 10 à 25 jours, voire tout l'hiver pour ceux déposés en fin de saison.
Les larves s'activent dès le début du printemps, et causent de larges perforations dans les feuilles et jeunes pousses. Le cycle de développement comprend quatre stades larvaires et s'étend sur trois à quatre semaines selon la température et la qualité de la luzerne. Elles se nymphosent dans des feuilles recroquevillées tombées au sol, ou dans la terre à faible profondeur. Les adultes éclosent environ deux semaines plus tard et se nourrissent des feuilles de luzerne,.
L'hibernation a lieu sous forme d'œufs ou de larves, mais aussi d'adultes. À l'arrivée du froid, ces derniers recherchent un abri dans un couvert boisé ou une végétation fournie autour du champ.
Il est possible au cours de l'été d'observer, au même moment, dans un champ de luzerne la quasi-totalité des stades de développement du phytonome : charançons adultes en cours de ponte, larves, chrysalides, et jeunes adultes récemment éclos.

## Distribution
L'aire de répartition d' Hypera postica s'étend sur la totalité de l'Europe et une partie de l'Asie occidentale et de l'Afrique du Nord, de la Scandinavie à l'Égypte et à l'Iran, ainsi que l'Amérique du Nord (États-Unis et Canada) où elle a été introduite dès le début du XXe siècle.
L'espèce, introduite aux États-Unis, a été détectée pour la première fois dans l'Utah en 1904. Des introductions distinctes semblent avoir eu lieu en 1939 dans l'Arizona et le sud de la Californie (attribuée à une espèce proche, le  phytomone de la luzerne d'Égypte (Hypera brunneipennis), parfois considérée comme étant la même espèce que Hypera postica, en 1952 à Baltimore, avec une souche qualifiée d'orientale, nettement plus agressive que la précédente. En 1970, la souche « orientale » est apparue dans le Minnesota. Depuis, l'insecte s'est répandu dans la totalité du territoire continental (48 États), ainsi qu'au Canada,.